# Kristian Bartos
Kristian Matteus Bartos, född 5 januari 1972, är en svensk radiopersonlighet, före detta programledare på radiostationerna Radio Nova 92,9, WOW 105,5, Radio Match och NRJ. Han var även känd under namnet Dr. Bartos i programmet han ledde tillsammans med "Syster Mia" på Rix FM. Han slutade under våren 2006.